# Xenagama batillifera
Xenagama batillifera là một loài thằn lằn trong họ Agamidae. Loài này được Vaillant mô tả khoa học đầu tiên năm 1882.